# Култ средњовековних српских владара светитеља
Култ средњовековних српских владара светитеља био је идеолошки, политички и државотворни програм, који је започет са уврштавањем Стефана Немање, оснивача династије у ред светитеља, са циљем да се у периоду формирања самосталне српске државе крајем 12. и почетком 13. века младој држави обезбеди сакрална основа. Стварањем култа светитеља, национални српски владари потајали су светитељи, нека врста темељне институције, са јасном потврдом легитимитета власти и припадности породици „изабраних народа”. 

## Историјски услови
Правила култа владара светитеља диктирао је тадашњи хришћански свет Европе, или светски поредак оног времена. У таквим условима требало је „ударити хришћански темељ српској држави, и потврдити да је Србија хришћанска држава која припада византијском културном кругу и тадашњем светском поретку.” Тако је настал пракса „која не само да је одиграла религијску већ и политичку, државотворну и династичку улогу”. 
| „ | Логика тог програма била је свети владар – света династија – света држава – свети народ који има своје место на политичкој сцени. Владари светитељи су били заштитници српске државе и чудотворци, па ако је требало користили су се и негативним „чудима”, помагали су својим наследницима да усмрте непријатеље и побеђују у биткама. | ” |

Успостављање култова националних светитеља било је везивано за истакнута црквена средишта у којима су се налазили њихови гробови и у којима су чуване њихове мошти. Као што су владар или духовник за живота показивали очинску бригу за благостање свога народа или пастве, тако њихове мошти постају стециште молитвеног култа за опште спасење, али и јемство за јединство народа и опстанак државе. Није, зато, никакво чудо што уздизање владара у ред светитеља добија на снази и учесталости како у раздобљима образовања, тако и у временима поновног успостављања изгубљене државности.

## Ко је, и зашто, покренуо култ светих владара у Србији?
У Срба је појава светих владара везана за култ дукљанског краља светог Јована Владимира, али се у развијеној форми јавља од времена када су, крајем 12. и почетком 13. века, када су Немањини синови Стефан и Сава уобличили култ светог Симеона Мироточивог као светог оснивача доброплодне лозе.
Ова пракса потекла је од принца монаха Светог Саве који је био идеолог српске државе. Стефан и Сава су преносом очевих моштију (Светог Симеона Мироточивог) из Хиландара, где се упокојио, у Студеницу, његову задужбину и гробни храм, практично ланчано и покренули стварања култа светих владара у Србији.
Тим чином Студеница не само да је постала средиште култа светог оснивача Светог Симеона Мироточивог, већ је обезбедила и успостављање јединственог „важећег” модел на који су се касније надовезали сви потоњи Немањићи када су чланове својих породица придруживали новонасталој заједници светитеља.
Главни Савин циљ био је стварање „савршеног народа” и „Новог Израиља”, јер је као битан услов за стицање статуса пуноправног, историјског народа била неопходна светост, за сакрално утемељење династије и државе.
У намери да свој народ учини „савршеним”, Свети Сава је пошао на ходочашће у места библијских дешавања. Са тих путовања доносио је различите реликвије везане за најважније протагонисте јеванђеоске историје са циљем да у сопствену средину „пренесе” бар део освећеног простора. Оне су чуване у Жичи, катедралном и крунидбеном храму, где су представљале неку врсту „инсценације” Свете земље.
Успостављање култног штовања домаћег светитеља подразумевало је настанак прославних састава – житија и служби, као и побожне праксе везане за светитељев гроб и његове свете слике. Сведочанство присуства светог, гроб и кивот са моштима одређују сакралну топографију црквеног простора.

## Значај култа владара светитеља у каснијим периодима српске државности
Култови српских владара светитеља одиграли су кључну улогу и у каснијем периоду на очувању националне свести за време Османлија, у доба османократије, а нарочито после обнове Пећке патријаршије 1557. године. Култови српских светих владара имали су изузетну важност и након Сеобе Срба у Војводину, у програму Карловачке митрополије, међу Србима који су живели у Аустријској царевини. Свака епоха је тумачила култове у складу са својим вредностима. 
Када је просветитељска идеја стигла у Србију, о светом Сави се пре свега говорило као о просветитељу, а када су настали догађаји из последње деценије 20. века, започет је процес манипулација националним култовима, и стварање дубоког неразумевања њиховог правог смисла, негованог у средњовековном периоду.

## Гробова владара као стецишта молитвеног култа
За разлику од римокатоличке, источна православна црква није била обавезна да култ светитеља потврди званичном саборском одлуком; сматрало се да је канонизација обављена самим тим што се народ осведочио у мироточивост и чудотворност моштију. Тако се нпр. у народу тврдило да су осама година након смрти Стефана Мироточивог, када је отворен његов гроб пронађено нетакнуто тело „из кога је текло миро и ширио се светачки мирис.”
Код Срба је, почевши од успостављања култа светог Симеона, виши и крајњи смисао освећења моштију почивао је у њиховој заштити државе, народа, верника и ходочасника, и стварње услов за стицање статуса пуноправног, историјског народа и сакрално утемељење династије и државе.
Као што су владар или духовник за живота показивали очинску бригу за благостање свога народа или пастве, тако су и њихове мошти постајале стециште молитвеног култа за опште спасење, али и гаранција за јединство народа и опстанак државе или у временима поновног успостављања изгубљене државности.

## Списак српских владара светитеља
| Ана Немањић              |  | Жена Стефана Немање. Канонизована је као Преподобна Анастасија Српска а прославља се 5. јула.                     |
| Стефан Драгутин          |  | Краљ Србије. Канонизован као Преподобни Теоктист а прославља се 12. новембра.                                     |
| Милица Хребељановић      |  | Кнегиња Србије. Канонизована као Преподобна Евгенија (Лазаревић) а прославља се 1. августа.                       |
| Јелена Анжујска          |  | Краљица Србије. Канонизована као Света Јелена Дечанска а прославља се 13. јуна.                                   |
| Јелена Дечанска          |  | Краљица Србије. Канонизована као Преподобна Јелена а прославља се 12. новембра.                                   |
| Јован Владимир           |  | Владар Дукље (990—1016). Канонизован 1016. као Свети мученик Јован Владимир, краљ Српски, а прославља се 4. јуна. |
| Лазар Хребељановић       |  | Кнез Србије. Канонизовала га Српска православна црква као Свети великомученик кнез Лазар а прославља се 28. јуна. |
| Стефан Урош II Милутин   |  | Краљ Србије. Канонизован као Свети краљ Милутин, а прославља се 12. новембра.                                     |
| Стефан Урош III Дечански |  | Краљ Србије 1321-1331. Канонизован као Свети краљ Стефан Дечански а прославља се 24. новембра.                    |
| Стефан Лазаревић         |  | Деспот Србије. Канонизован као свети Стефан, деспот Српски а прославља се 1. августа.                             |
| Стефан Немања            |  | Велики жупан Србије. Канонизован као свети Симеон Мироточиви и прославља се 26. фебруара.                         |